# Берналь, Габриэль
Габриэ́ль Берна́ль (исп. Gabriel Bernal; 24 марта 1956, Герреро — 12 июня 2014, Мехико, Мексика) — мексиканский боксёр-профессионал, выступал в наилегчайшей и второй наилегчайшей весовых категориях в период 1974—1992, владел титулом чемпиона мира по версии Всемирного боксёрского совета (1984).

## Биография
Габриэль Берналь родился 24 марта 1956 года в штате Герреро. На профессиональном ринге дебютировал в 1974 году, после чего в течение десяти лет провёл множество поединков — чаще всего выигрывал, однако иногда терпел и поражение. В частности, в этот период оспаривал титул чемпиона Мексики и позже титул чемпиона Североамериканской боксёрской ассоциации в наилегчайшем весе, но оба боя проиграл.
Несмотря на ряд неприятных поражений, к апрелю 1984 года входил в десятку лучших боксёров своего весового дивизиона и удостоился права побороться за титул чемпиона мира по версиям Всемирного боксёрского совета и журнала «Ринг». Он отправился в Японию и уже во втором раунде нокаутировал действующего чемпиона Кодзи Кобаяси. Спустя два месяца во Франции Берналь защитил чемпионский пояс — своему сопернику, французу Антуану Монтеро, в одиннадцатом раунде сломал челюсть, в результате чего рефери вынужден был остановить поединок и засчитать технический нокаут.
Эта защита титула оказалась первой за долгое время, поскольку предыдущие шестеро чемпионов лишались пояса в первых же боях. При всём при том, через четыре месяца в Таиланде Берналь всё-таки уступил чемпионский пояс местному бойцу Соту Читаладе, близким раздельным решением судей. В следующем году между ними состоялся матч-реванш, он отправлял Читаладу в нокдаун в первом и восьмом раундах, однако по окончании двенадцати раундов судьи провозгласили ничью, и пояс таким образом остался у тайца. В 1986 году Берналь в третий раз приехал в Бангкок для в встречи с Читаладой, но и в третий раз не смог взять верх над ним, проиграл единогласным решением судей.
Впоследствии Габриэль Берналь ещё в течение нескольких лет продолжал выходить на ринг, с попеременным успехом боксировал во второй наилегчайшей весовой категории, дважды был претендентом на звание чемпиона Мексики, тем не менее, оба поединка проиграл и больше не добивался сколько-нибудь значимых достижений. Закончил спортивную карьеру в 1992 году — в последнем своём поединке по очкам уступил бывшему чемпиону мира в легчайшем весе по версии ВБС Мигелю Лоре. В общей сложности провёл в профессиональном боксе 60 боёв: из них 43 выиграл (в том числе 28 досрочно), 14 раз проиграл, в трёх случаях была зафиксирована ничья.
Умер 12 июня 2014 года в одной из больниц Мехико.